# Frank Gotch
Frank Alvin Gotch (ur. 27 kwietnia 1878 w Humboldt, zm. 16 grudnia 1917 tamże) – amerykański zapaśnik i wrestler. Trzykrotnie zdobył pas American Heavyweight Championship, który ostatecznie zwakował, aby zmierzyć się z George’em Hackenschmidtem w walce o oryginalne mistrzostwo światowe World Heavyweight Wrestling Championship. Ich starcie zostało okrzyknięte walką stulecia. Gotch skutecznie pokonał przeciwnika i posiadał tytuł, aż do dnia, kiedy postanowił się go zrzec i przejść na emeryturę.

## Życiorys
Urodził się 27 kwietnia 1878 w Humboldt w stanie Iowa jako Frank Alvin Gotch, syn Fredericka Rudolpha Gotscha (ur. 1831, zm. 1911) i Amelii Gotsch z domu Nopens (ur. 1833, zm. 1922).
Miał 180 cm wzrostu i ważył 95,3 kg, co oznacza, że był niższy od większość swoich przeciwników. Nadrabiał to jednak swoją siłą i znajomością chwytów. Jego finisherem był Toe Hold.
Debiutował w ringu w 1899. Kilka miesięcy po swoim debiucie rzucił wyzwanie posiadaczowi mistrzostwa American Heavyweight Championship, Danowi McLeodowi. Przegrał, ale walka trwała prawie dwie godziny, co dla nowicjusza było osiągnięciem. Następnie wyruszył w trasę po Jukonie, zdobywając w ten sposób pseudonim Champion of The Klondike (z ang. Mistrz z Klondike). 27 stycznia 1904 pokonał Toma Jenkinsa w walce o American Heavyweight Championship. Jenkins odzyskał tytuł w rewanżu 15 marca 1905. Następnie Gotch stracił tytuł grudnia 1906, przegrywając walkę przeciwko Fredowi Beallowi. Ponownie odzyskał mistrzostwo w rewanżu 17 grudnia 1906 i pozostał mistrzem przez kolejne dwa lata.
Od 1905 Gotch i George Hackenschmidt rywalizowali ze sobą na oczach publiczności. 3 kwietnia 1908 w pawilonie Dexter Park w Chicago stoczyli ze sobą walkę, okrzykniętą przez prasę walką stulecia. Stawką było mistrzostwo World Heavyweight Wrestling Championship, należące do Hackenshmitda. Wcześniej tego dnia Gotch zwakował swój pas American Heavyweight Championship, ponieważ nie mógł walczyć o mistrzostwo świata, posiadając w tym samym czasie mistrzostwo Ameryki. Wielu dziennikarzy sportowych typowało Hackenschmidta na zwycięzcę, jednak po dwóch godzinach pojedynku, gdy Gotch był gotowy przypiąć przeciwnika, Hackenschmidt wycofał się i przegrał walkowerem. Gotch został nowym mistrzem. Później przegrany oskarżał mistrza o posmarowanie ciała śliskim olejem i używanie nielegalnych ruchów, takich jak uderzenia głową i ciosy zaciśniętymi pięściami. 4 września 1911 obaj zawodnicy mieli się zmierzyć na stadionie Comiskey Park w Chicago. Przed walką wrestler Ad Santel miał na polecenie Gotcha uszkodzić Hackenschmidtowi kolano w czasie sparingu. Kontuzjowany Hackenschmidt prosił promotorów o odroczenie pojedynku z Gotchem, ale zamiast tego wypracowano kompromis – walka miała się odbyć, jednak na zasadach Two out of Three Falls match (zwycięstwo wymaga przypięcia przeciwnika dwa razy). Gotch natomiast miał obiecać Hackenschmidtowi, że pozwoli mu się raz przypiąć, jeśli ten utrzyma swoją kontuzję w tajemnicy. Gotch nie dotrzymał słowa i wygrał walkę 2 do 0 w 20 minut. Walka przyciągnęła 30 000 fanów na trybuny, a dochód z biletów wynosił ponad 87 000 dolarów amerykańskich. Gdy dziennikarze dowiedzieli się o okolicznościach pojedynku, zaczęli podważać autentyczność rywalizacji zawodników i przestali traktować wrestling jak dyscyplinę sportu. Po tych wydarzeniach, które przyczyniły się do popularyzacji, ale także zdemaskowania wrestlingu, wielu promotorów zaczęło stosować techniki wykorzystywane w wodewilach, aby utrzymać zainteresowanie publiczności.
Był żonaty z Gladys Oestrich (ur. 1891, zm. 1930). Ich małżeństwo zakończyło się rozwodem. Miał syna Franka Roberta Gotcha (ur. 1914, zm. 1971).
Zmarł 16 grudnia 1917 w Humboldt w stanie Iowa, z powodu niewydolności nerek. Został pochowany na cmentarzu Union Cemetery, również w Humboldt. Został pośmiertnie wprowadzony do galerii sław Wrestling Observer Newsletter Hall of Fame w 1996 i WWE Hall of Fame w 2016.

## Mistrzostwa i osiągnięcia
- Niezależne
  - American Heavyweight Championship (3 razy)
  - World Heavyweight Wrestling Championship (1 raz)
- World Wrestling Entertainment
  - WWE Hall of Fame (2016)[9]
- Professional Wrestling Hall of Fame and Museum
  - Wprowadzony w 2002[10]
- Wrestling Observer Newsletter
  - Wrestling Observer Newsletter Hall of Fame (1996)[9]